# Государственное управление
Госуда́рственное управле́ние — административная деятельность органов государственной власти и их должностных лиц по воплощению выработанной политики для достижения намеченных целей, «трансформация политики в реальность, которую граждане видят каждый день».
Деятельность по государственному управлению традиционно противопоставляется, с одной стороны, политической деятельности, а с другой стороны, — деятельности по формулированию политического курса.

## Основные подходы к формулированию принципов государственного управления
В теории государственного управления существуют три основных подхода к формулированию основных принципов государственного управления:
- правовой подход;
- политический подход;
- управленческий подход.

Согласно правовому подходу, ключевыми ценностями государственного управления являются ценности верховенства права, защиты прав граждан. Государственный служащий подчинён не столько своему руководству, сколько требованиям правового государства и Конституции.
Согласно политическому подходу, основной задачей государственного управления является максимально лучшее воплощение воли народа. Государственные служащие должны быть политически ответственны (подотчётны), восприимчивы к текущим интересам граждан. Для того, чтобы воплотить это, иногда предлагается реализация концепции «представительной бюрократии», в рамках которой органы исполнительной власти должны быть социальной моделью общества в миниатюре. Предполагается, что в этой ситуации облегчится учёт ведомствами существующих в обществе интересов, будут снижены возможности для дискриминации отдельных групп.
Согласно управленческому подходу, основными ценностями государственного управления должны быть эффективность, экономичность, результативность и социальная ответственность (см. принципы Глобального договора ООН), формулируемые, по возможности, в квантифицируемой (измеримой) форме. Основная проблема, которая ставится в этом подходе, состоит в том, как обеспечить нужный результат с наименьшими затратами или, как вариант, как получить максимальный результат при заданных затратах.
Характерным признаком данного подхода является использование понятия «государственный менеджмент» (public management) в качестве синонима понятию «государственное управление».
Один из новейших подходов к государственному управлению был сформулирован польским политологом Пшечем на XX Всемирном политологическом съезде в 2001 году. Согласно этому подходу государственное управление должно быть удобным для общества и не нарушать права системных организаций, что важно для внешнеполитической стабильности.
Общей для всех трёх подходов является проблема соответствия действий государственных служащих сформулированным заранее принципам:
- следования принципу верховенства права;
- следования воле народа (политический подход);
- следования цели получения нужного социально-экономического результата (управленческий подход).

Оценка того, насколько эта проблема решается, называется качеством государственного управления. Каждый подход использует в качестве основных разные показатели качества государственного управления.

## Основные управленческие решения
Анализ государственного управления возможен через следующую классификацию. Государственное управление исчерпывающе сводится к принятию следующих трёх видов государственных управленческих решений:
1. Решение, оформленное в форме нормативного правового акта: Конституции, закона и тому подобное;
2. Решение, оформленное в форме ненормативного правового акта, действия (бездействия), принятое в соответствии с нормативным правовым актом;
3. Решение, оформленное в форме ненормативного правового акта, во исполнение которого принимается решение первого вида.

По степени воздействия наибольший масштаб действия и значимость имеют государственные управленческие решения первого вида. Это воздействие может быть разрушительным (когда в законодательстве присутствуют дестабилизирующие факторы или несовершенства законодательства) или созидательным. Крах экономики современного государства идёт через низкое качество трёх видов государственных управленческих решений, а возрождение — через их высокое качество. На базе такой классификации в 2012 году была разработана Концепция системы государственного управления [источник?], которая фундаментально отличается от существующих сегодня в мире систем.